# The Mighty Boosh (спектакль 2006 года)
The Mighty Boosh — спектакль, написанный и поставленный Джулианом Бэррэттом и Ноэлем Филдингом, комик-группой, также известной как Майти Буш. Майкл Филдинг, Рич Фулчер и Дэйв Браун также участвовали в этом шоу. Тур со спектаклем по Великобритании проводился с февраля по апрель 2006 года.

## Представление
По сценарию Ховард Мун (Бэррэтт) и Винс Нуар (Н. Филдинг) отправляются в Арктику и Испанию, чтобы найти драгоценный камень, который должен оживить их друга — шамана Набу (М. Филдинг), которого убил Хитчер (Н. Филдинг). Сценарий отдалённо напоминает эпизод Тундра из телешоу Майти Буш, а также один из предыдущих спектаклей группы — Arctic Boosh. В 2007 году на День Рождественских Подарков и в декабре 2008 года спектакль был показан по телевидению на канале BBC Three.

## DVD
13 ноября 2006 года вышел DVD под названием «The Mighty Boosh Live». На нём находилось полное шоу, записанное в Академии Брикстон в апреле, комментарии к шоу, закулисные съемки, удалённые сцены и многое другое.